# Jérémie Thomann
Pour les articles homonymes, voir Thomann.
Jérémie Thomann  est un joueur français de volley-ball né le 6 février 1986. Il mesure 1,82 m et joue libero.

## Clubs
| Club          | Pays   | De        | À         |
| ------------- | ------ | --------- | --------- |
| Club Alès CVB | France | 2008-2009 | 2008-2009 |